# 平川哲弘
平川 哲弘（ひらかわ てつひろ）は、日本の漫画家。男性。主に秋田書店の少年漫画誌で作品を発表している。

## 来歴
1999年、「今夜で俺は…」が第53回（1999年下期）週刊少年チャンピオン新人まんが賞で佳作を受賞する。2000年、『週刊少年チャンピオン』（秋田書店）に掲載された「STREET×STREET」でデビューを果たす。
2007年4月から2015年10月まで『週刊少年チャンピオン』にて、不良少年を題材とした『クローバー』を連載。同作は2012年にテレビドラマ化されている。
2012年6月に創刊された『別冊少年チャンピオン』（同）にて、創刊号から2015年9月まで『クローズZERO II 鈴蘭×鳳仙』を連載。創刊号では表紙のイラストを担当した。
2017年9月から2019年6月まで『週刊少年チャンピオン』にて、アイドルを題材とした『ヒマワリ』を連載。2022年6月から同誌にて父と子と不良について描いた『NINE PEAKS』を連載している。

## 作品リスト

### 漫画作品

#### 連載
- サイクルエクスプレス（『週刊少年チャンピオン』2001年43号[1] - 2001年47号[1]） - 短期連載[1]。
- クローバー（『週刊少年チャンピオン』2007年19号[1] - 2015年46号[3]）
- クローズZERO II 鈴蘭×鳳仙（『別冊少年チャンピオン』2012年7月号[4] - 2016年10月号[5]）
- ヒマワリ（『週刊少年チャンピオン』2017年42号[6] - 2019年30号[7]）
- NINE PEAKS（『週刊少年チャンピオン』2022年27号[9] - 2024年8号[10]→『マンガクロス』2024年2月7日[11] - 2024年4月10日→『チャンピオンクロス』2024年4月24日 - 連載中）

#### 読み切り
- STREET×STREET（『週刊少年チャンピオン』2000年44号[1]） - デビュー作[1]。
- クローズEXPLODE-外伝-（『週刊少年チャンピオン』2014年19号[12]） - 『クローズEXPLODE』の実写映画公開記念作品[12]。
- 鳳仙鉄の掟（『月刊少年チャンピオン』2016年3月号[13]） - 『クローズ』25周年記念トリビュート企画第5弾作品[13]、『クローズ リスペクト』収録[14]。
- クローバー EXTRA EPISODE どこまでも真木京蔵（『別冊少年チャンピオン』2016年11月号[15]）
- ナキドクロ（『月刊少年チャンピオン』2018年7月号[16]） - 「クローズリスペクト」企画作品[16]。

### 書籍
- 『クローバー』、秋田書店〈少年チャンピオン・コミックス〉2007年 - 2015年、全43巻
- 『クローズZERO II 鈴蘭×鳳仙』、秋田書店〈少年チャンピオンコミックス〉2013年 - 2016年、全11巻
- 『ヒマワリ』、秋田書店〈少年チャンピオン・コミックス〉2018年 - 2019年、全10巻
  1. 2018年1月5日発売[17][18]、ISBN 978-4-253-22846-6
  2. 2018年3月8日発売[19]、ISBN 978-4-253-22847-3
  3. 2018年6月8日発売[20]、ISBN 978-4-253-22848-0
  4. 2018年8月8日発売[21]、ISBN 978-4-253-22849-7
  5. 2018年10月5日発売[22]、ISBN 978-4-253-22850-3
  6. 2018年12月7日発売[23]、ISBN 978-4-253-22851-0
  7. 2019年3月8日発売[24]、ISBN 978-4-253-22852-7
  8. 2019年5月8日発売[25]、ISBN 978-4-253-22853-4
  9. 2019年7月8日発売[26]、ISBN 978-4-253-22854-1
  10. 2019年9月6日発売[27]、ISBN 978-4-253-22855-8
- 『ナインピークス NINE PEAKS』、秋田書店〈少年チャンピオン・コミックス〉2022年 - 、既刊14巻（2025年7月8日現在）
  1. 2022年10月6日発売[28][29]、ISBN 978-4-253-28226-0
  2. 2022年12月8日発売[30]、ISBN 978-4-253-28227-7
  3. 2023年2月8日発売[31]、ISBN 978-4-253-28228-4
  4. 2023年5月8日発売[32]、ISBN 978-4-253-28229-1
  5. 2023年7月6日発売[33]、ISBN 978-4-253-28230-7
  6. 2023年9月7日発売[34]、ISBN 978-4-253-28231-4
  7. 2023年11月8日発売[35]、ISBN 978-4-253-28232-1
  8. 2024年2月7日発売[36]、ISBN 978-4-253-28233-8
  9. 2024年4月8日発売[37]、ISBN 978-4-253-28234-5
  10. 2024年7月8日発売[38]、ISBN 978-4-253-28235-2
  11. 2024年10月8日発売[39]、ISBN 978-4-253-28236-9
  12. 2025年1月8日発売[40]、ISBN 978-4-253-28237-6
  13. 2025年4月8日発売[41]、ISBN 978-4-253-28238-3
  14. 2025年7月8日発売[42]、ISBN 978-4-253-28239-0

### その他
- 秋田書店東日本大震災チャリティ企画 携帯用待ち受け画面配信（2011年4月15日[43]）イラスト[43]
- 『カプ本』Vol.1付録小冊子（2011年9月20日発売[44]）トリビュートイラスト掲載[44]
- マンガ家が描く至極の『どうでしょう名（迷）言集』（『ダ・ヴィンチ』2019年12月号[45]）『『水曜どうでしょう』スペシャルブック 2013-2023 特別編集版』に収録[46]